# بیل‌خزنده‌ها
بیل‌خزنده‌ها (نام علمی: Lystrosaurus) نام یک سرده از فروراسته دوسگ‌دندان است. این چارپا یک جانور منقرض شده از گیاهخواران دو سینودونت گیاهخوار (Earlypodont therapsids) است. که در مناطقی که اکنون قطب جنوب، هند، چین، مغولستان، روسیه اروپایی و آفریقای جنوبی نامیده می شود زندگی می کرده است. 
در حال حاضر چهار تا شش گونه شناخته شده دارد هرچند از دهه 1930 تا 1970 تصور می شد که تعداد گونه ها بسیار بیشتر باشند. اندازه آنها از اندازه یک سگ کوچک تا دو و نیم متر طول داشت.
لیستروساوروس به عنوان یک دو سینودونت، تنها دو دندان (یک جفت نیش عاج مانند) داشت و گمان می‌رود که منقاری شاخی داشته باشد که برای گاز گرفتن تکه‌های گیاه استفاده می‌شود. این جانور گیاهخوار و تنومند بوده، ساختار شانه ها و مفاصل لگن نشان می دهد که لیستروساوروس به صورت زمین‌پیمایش راه می‌رفته است. اندام های جلویی حتی قوی تر از اندام های عقبی بودند و تصور می شود این حیوان حفار قدرتمندی بوده که در لانه می‌زیسته است.
لیستروساوروس از انقراض دوران پرمین-تریاس در 252 میلیون سال پیش جان سالم به در برد. در تریاس اولیه، تا حد زیادی گسترده‌ترین طیف مهره‌داران زمینی بودند که 95 درصد از کل جامعه‌ی برخی از بسترهای فسیلی را تشکیل می دادند.
محققان فرضیه های مختلفی برای اینکه چرا لیستروساوروس از رویداد انقراض جان سالم به در برده و در اوایل تریاس رشد کردند ارائه داده‌اند.

## تاریخچه کشف

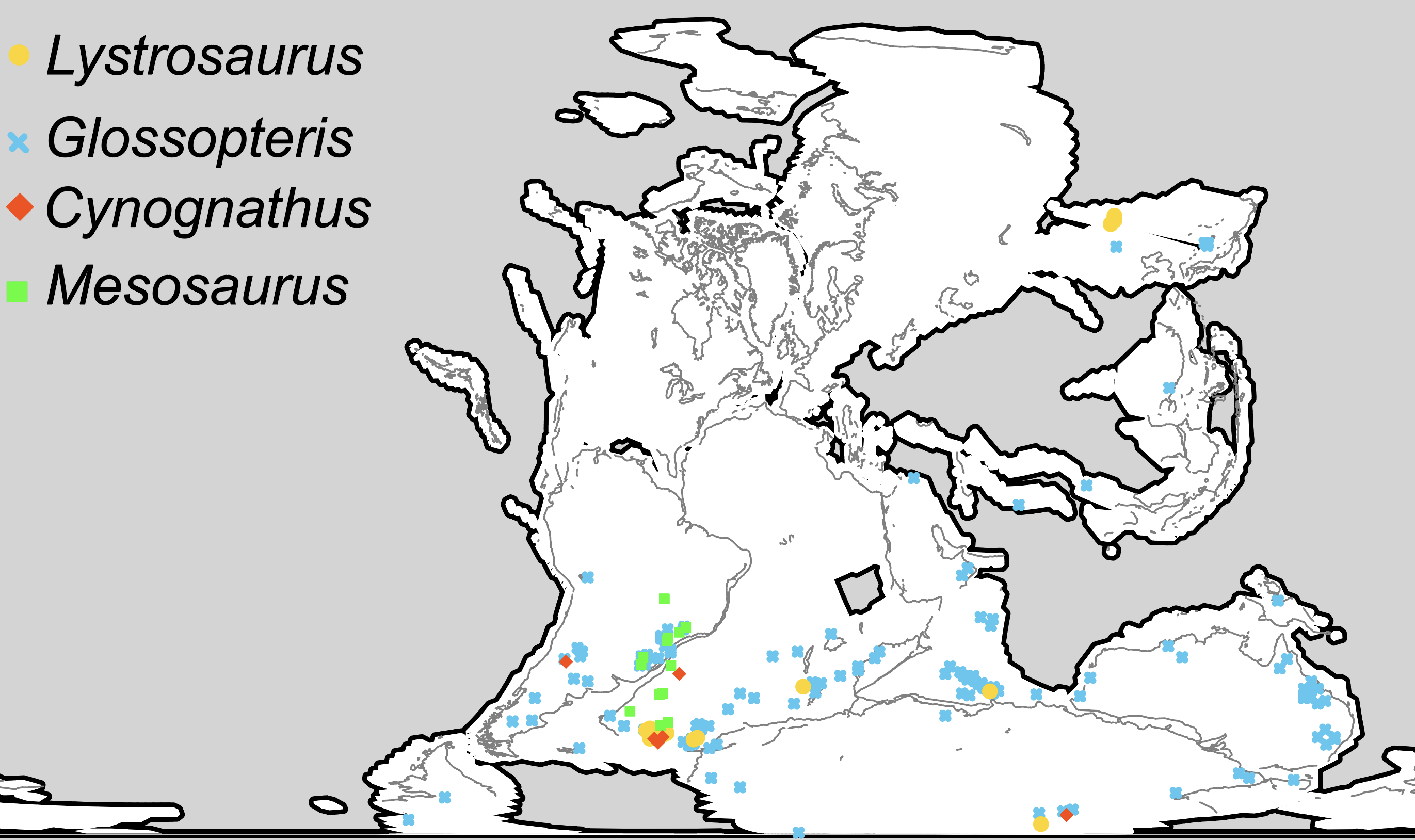
توزیع چهار گروه فسیلی آنها از دوران پرمین و تریاس که به عنوان شواهد زیست جغرافیایی برای رانش قاره‌ها و پل‌های زمینی استفاده می‌شوند. محل بقایای لیستروساوروس با دایره‌های زرد نشان داده شده است.

دکتر. الیاس روت بیدل، مبلغ فیلادلفیا و مجموعه‌دار مشتاق فسیل، اولین جمجمه لیستروساوروس را کشف کرد. بیدل به دیرینه شناس برجسته اتنیل چارلز مارش نامه نوشت، اما هیچ پاسخی از وی دریافت نکرد. رقیب مارش، ادوارد درینکر کوپه، بسیار علاقمند به دیدن این یافته بود، و لیستروساوروس را در مجموعه مقالات انجمن فلسفی آمریکا در سال 1870 توصیف و نامگذاری کرد (نام این جانور از واژه‌ی یونانی باستان لیسترون «بیل» و سائوروس «مارمولک» گرفته شده است). مارش جمجمه را در ماه مه 1871 خریداری کرد، اگرچه علاقه او به نمونه ای که قبلاً توصیف شده بود نامشخص بود. احتمالاً می خواسته توصیف و تصویر کوپ را به دقت بررسی کند.

### تکتونیک صفحه ای
کشف فسیل‌های لیستروساوروس در کلساک بلاک (Coalsack Bluff) در کوهستان سراسری جنوبگان توسط ادوین کولبرت (Edwin H. Colbert) و تیمش در سال‌های 1969-1970 به تایید فرضیه تکتونیک صفحه‌ای و تقویت آن کمک نمود، زیرا لیستروساوروس قبلاً در تریاس پایینی آفریقای جنوبی، همانند یافته‌های هند و چین پیدا شده بود.

### پراکندگی فسیلی و گونه‌ها
فسیل‌های لیستروساوروس در بسیاری از بسترهای استخوانی پرمین پسین و تریاس اولیه، به وفور در آفریقا، و به میزان کمتر در بخش‌هایی از هند، چین، مغولستان، روسیه اروپایی و قطب جنوب (قطب در آن زمان در جنوب نبوده است) یافت شده است.

#### گونه‌های یافته شده در آفریقا
بیشتر فسیل‌های اسکلت لیستروساوروس‌ها در سازندهای بالفور (Balfour Formation) و حوضچه‌های کاتبرگ (Karoo basin) در آفریقای جنوبی یافت شده‌اند.